# Indecent and Obscene
Indecent and Obscene drugi je studijski album švedskog death metal sastava Dismember. Diskografska kuća Nuclear Blast Records objavila ga je 24. lipnja 1993. Za pjesme "Skinfather" i "Dreaming in Red" snimljeni su spotovi.

## Popis pjesama
Tekstovi i glazba: Matti Kärki i Fred Estby. 
| 1.    | »Fleshless«           | 2:58 |
| 2.    | »Skinfather«          | 3:51 |
| 3.    | »Sorrowfilled«        | 4:09 |
| 4.    | »Case # Obscene«      | 3:38 |
| 5.    | »Souldevourer«        | 3:39 |
| 6.    | »Reborn in Blasphemy« | 4:49 |
| 7.    | »Eviscerated (Bitch)« | 2:20 |
| 8.    | »9th Circle«          | 4:34 |
| 9.    | »Dreaming in Red«     | 5:20 |
| 35:18 |                       |      |

## Zasluge
Dismember
- Matti Kärki – vokal
- David Blomqvist – solo gitara
- Robert Senneback – ritam gitara
- Richard Cabeza – bas-gitara
- Fred Estby – bubnjevi, miks

Ostalo osoblje
- Zeta Lorentzon – fotografije
- John Boqvist – dizajn
- Peter In De Betou – mastering
- Tomas Skogsberg – produkcija, inženjer zvuka, miks